# Kanton Les Villages Vovéens
Der Kanton Les Villages Vovéens ist seit 1790 ein französischer Wahlkreis in den Arrondissements Chartres und Châteaudun, im Département Eure-et-Loir und in der Region Centre-Val de Loire; sein Bureau centralisateur befindet sich in Les Villages Vovéens. Er trug bis zum 9. November 2019 den Namen „Kanton Voves“. Gleichzeitig liegt die Commune nouvelle Gommerville fortan vollständig in diesem Kanton.

## Gemeinden
Der Kanton besteht aus 55 Gemeinden mit insgesamt 28.262 Einwohnern (Stand: 1. Januar 2022) auf einer Gesamtfläche von 1.137,94 km²:
| Gemeinde                    | Einwohner 1. Januar 2022 | Fläche km² | Dichte Einw./km² | Code INSEE | Postleitzahl | Arrondissement |
| --------------------------- | ------------------------ | ---------- | ---------------- | ---------- | ------------ | -------------- |
| Allonnes                    | 319                      | 10,25      | 31               | 28004      | 28150        | Chartres       |
| Baigneaux                   | 216                      | 11,78      | 18               | 28019      | 28140        | Châteaudun     |
| Baudreville                 | 239                      | 13,03      | 18               | 28026      | 28310        | Chartres       |
| Bazoches-en-Dunois          | 262                      | 18,68      | 14               | 28028      | 28140        | Châteaudun     |
| Bazoches-les-Hautes         | 328                      | 16,98      | 19               | 28029      | 28140        | Châteaudun     |
| Beauvilliers                | 342                      | 23,05      | 15               | 28032      | 28150        | Chartres       |
| Boisville-la-Saint-Père     | 721                      | 24,92      | 29               | 28047      | 28150        | Chartres       |
| Boncé                       | 223                      | 8,76       | 25               | 28049      | 28150        | Chartres       |
| Bouville                    | 553                      | 15,65      | 35               | 28057      | 28800        | Châteaudun     |
| Bullainville                | 111                      | 6,66       | 17               | 28065      | 28800        | Châteaudun     |
| Cormainville                | 222                      | 17,83      | 12               | 28108      | 28140        | Châteaudun     |
| Courbehaye                  | 137                      | 19,7       | 7                | 28114      | 28140        | Châteaudun     |
| Dambron                     | 99                       | 11,99      | 8                | 28121      | 28140        | Châteaudun     |
| Éole-en-Beauce              | 1.240                    | 102,86     | 12               | 28406      | 28140, 28150 | Chartres       |
| Fontenay-sur-Conie          | 149                      | 13,25      | 11               | 28157      | 28140        | Châteaudun     |
| Fresnay-l’Évêque            | 741                      | 29,04      | 26               | 28164      | 28310        | Chartres       |
| Gommerville                 | 667                      | 32,45      | 21               | 28183      | 28310, 28700 | Chartres       |
| Gouillons                   | 337                      | 12,04      | 28               | 28184      | 28310        | Chartres       |
| Guilleville                 | 163                      | 13,41      | 12               | 28189      | 28310        | Chartres       |
| Guillonville                | 463                      | 27,15      | 17               | 28190      | 28140        | Châteaudun     |
| Intréville                  | 121                      | 8,91       | 14               | 28197      | 28310        | Chartres       |
| Janville-en-Beauce          | 2.482                    | 42,32      | 59               | 28199      | 28310        | Chartres       |
| Le Gault-Saint-Denis        | 674                      | 23,35      | 29               | 28176      | 28800        | Châteaudun     |
| Les Villages Vovéens        | 3.977                    | 62,85      | 63               | 28422      | 28150        | Chartres       |
| Levesville-la-Chenard       | 235                      | 13,89      | 17               | 28210      | 28310        | Chartres       |
| Loigny-la-Bataille          | 215                      | 18,05      | 12               | 28212      | 28140        | Châteaudun     |
| Louville-la-Chenard         | 247                      | 19,51      | 13               | 28215      | 28150        | Chartres       |
| Lumeau                      | 137                      | 15,28      | 9                | 28221      | 28140        | Châteaudun     |
| Mérouville                  | 215                      | 9,62       | 22               | 28243      | 28310        | Chartres       |
| Meslay-le-Vidame            | 516                      | 14,67      | 35               | 28246      | 28360        | Châteaudun     |
| Moutiers                    | 243                      | 21,2       | 11               | 28274      | 28150        | Chartres       |
| Neuville Saint Denis        | 657                      | 41,86      | 16               | 28319      | 28310        | Chartres       |
| Neuvy-en-Dunois             | 305                      | 25,87      | 12               | 28277      | 28800        | Châteaudun     |
| Nottonville                 | 283                      | 24,74      | 11               | 28283      | 28140        | Châteaudun     |
| Oinville-Saint-Liphard      | 277                      | 21,77      | 13               | 28284      | 28310        | Chartres       |
| Orgères-en-Beauce           | 998                      | 15,24      | 65               | 28287      | 28140        | Châteaudun     |
| Ouarville                   | 534                      | 20,13      | 27               | 28291      | 28150        | Chartres       |
| Péronville                  | 260                      | 24,9       | 10               | 28296      | 28140        | Châteaudun     |
| Poinville                   | 173                      | 8,08       | 21               | 28300      | 28310        | Chartres       |
| Poupry                      | 99                       | 14,48      | 7                | 28303      | 28140        | Châteaudun     |
| Prasville                   | 449                      | 16,26      | 28               | 28304      | 28150        | Chartres       |
| Pré-Saint-Évroult           | 286                      | 21,55      | 13               | 28305      | 28800        | Châteaudun     |
| Pré-Saint-Martin            | 176                      | 7,25       | 24               | 28306      | 28800        | Châteaudun     |
| Réclainville                | 203                      | 9,8        | 21               | 28313      | 28150        | Chartres       |
| Sancheville                 | 748                      | 21,77      | 34               | 28364      | 28800        | Châteaudun     |
| Santilly                    | 306                      | 17,66      | 17               | 28367      | 28310        | Chartres       |
| Terminiers                  | 881                      | 31,72      | 28               | 28382      | 28140        | Châteaudun     |
| Theuville                   | 728                      | 29,86      | 24               | 28383      | 28150, 28360 | Chartres       |
| Tillay-le-Péneux            | 313                      | 22,19      | 14               | 28390      | 28140        | Châteaudun     |
| Toury                       | 2.620                    | 18,72      | 140              | 28391      | 28310        | Chartres       |
| Trancrainville              | 169                      | 11,61      | 15               | 28392      | 28310        | Chartres       |
| Varize                      | 189                      | 13,85      | 14               | 28400      | 28140        | Châteaudun     |
| Villars                     | 180                      | 8,34       | 22               | 28411      | 28150        | Chartres       |
| Vitray-en-Beauce            | 353                      | 10,92      | 32               | 28419      | 28360        | Châteaudun     |
| Ymonville                   | 481                      | 20,69      | 23               | 28426      | 28150        | Chartres       |
| Kanton Les Villages Vovéens | 28.262                   | 1.137,94   | 25               | 2815       | –            | –              |

Bis zur landesweiten Neuordnung der französischen Kantone im März 2015 gehörten zum Kanton Voves die 22 Gemeinden Allonnes, Baignolet, Beauvilliers, Boisville-la-Saint-Père, Boncé, Fains-la-Folie, Germignonville, Louville-la-Chenard, Montainville, Moutiers, Ouarville, Pézy, Prasville, Réclainville, Rouvray-Saint-Florentin, Theuville, Viabon, Villars, Villeau, Villeneuve-Saint-Nicolas, Voves und Ymonville. Sein Zuschnitt entsprach einer Fläche von 378,48 km2. Er besaß vor 2015 einen anderen INSEE-Code als heute, nämlich 2824.

## Veränderungen im Gemeindebestand seit der landesweiten Neuordnung der Kantone
2025:
- Fusion Barmainville, Neuvy-en-Beauce und Rouvray-Saint-Denis → Neuville Saint Denis

2019:
- Fusion Eole-en-Beauce und Villeau → Éole-en-Beauce
- Fusion Allaines-Mervilliers, Janville und Le Puiset → Janville-en-Beauce

2016:
- Fusion Baignolet, Fains-la-Folie, Germignonville und Viabon → Eole-en-Beauce
- Fusion Gommerville und Orlu (Kanton Auneau) → Gommerville
- Fusion Montainville, Rouvray-Saint-Florentin, Villeneuve-Saint-Nicolas und Voves → Les Villages Vovéens
- Fusion Pézy und Theuville → Theuville